# Pertinenza
La pertinenza nel diritto civile italiano, è una cosa destinata in modo durevole al servizio o ad ornamento di un'altra cosa.

## Disciplina
L'importanza della pertinenza scaturisce, nel trasferimento dei beni, in quanto se non espressamente esclusa dalle parti questa si intende trasferita assieme al bene principale.
Sono due gli elementi che le caratterizzano:
- l'elemento oggettivo, inteso come la effettiva destinazione di una cosa al servizio o ornamento di un'altra cosa
- l'elemento soggettivo, inteso come la volontà del proprietario della cosa principale di effettuare la destinazione.

Per fare un esempio, un garage può essere destinato a pertinenza di un immobile. Le pertinenze possono essere classificate come degli ornamenti, nel senso che il bene che ha in pertinenza un altro bene, privato di quest'ultima non risulterà inutilizzabile.